# Rumanová
Rumanová je obec na Slovensku v okrese Nitra. Žije v ní 859 obyvatel.

## Historie
První písemná zmínka o vesnici pochází z roku 1380. Bývala zde ves Tomanová, která byla písemně zmíněna v roce 1156. V minulosti (do roku 1927) byla obec uváděna pod názvy Romanfalva, Románfalu nebo Romanowa, či Romanová.
V roce 1920 zde byli při zatýkání účastníků stávky zastřeleni dělníci Gašpar Konopásek a Ján Bališ. Jejich hrob je od roku 1963 národní kulturní památkou. V roce 1994 byl u obce nalezen kamenný meteorit o hmotnosti 4,3 kg.

## Pamětihodnosti
- Nejstarším dochovaným architektonickým objektem ve vsi je rumanovský zámek, jehož existence je poprvé zmíněna v roce 1663.[3] Jeho novoklasicistní podoba pochází z první poloviny 19. století.[5]
- V okolí zámku se nachází chráněný areál Rumanovský park.
- Římskokatolický kostel Panny Marie Růžencové z roku 1724, doplněný věží v roce 1900 (Poslední rekonstrukce byla ukončena v roce 2009.)
- Náhrobek Josefa Esterházyho († 1830), který byl zemlínským županem.